# Pharyngochromis darlingi
Pharyngochromis darlingi es una especie de peces de la familia Cichlidae en el orden de los Perciformes.

## Morfología
Los machos pueden llegar alcanzar los 22 cm de longitud total.

## Depredadores
Es depredado por Hydrocynus vittatus .

## Hábitat
Es una especie de clima tropical. 

## Distribución geográfica
Se encuentran en África: Angola, Namibia, Botsuana,  Zambia y Zimbabue